# Paramatachia decorata
Paramatachia decorata là một loài nhện trong họ Desidae.
Loài này thuộc chi Paramatachia. Paramatachia decorata được miêu tả năm 1918 bởi Dalmas.